# کرمنا
کرمنا (به صربی: Kremna) یک منطقهٔ مسکونی در صربستان است که در ناحیه زلاتیبور واقع شده‌است. کرمنا ۶۵٫۰۱ کیلومتر مربع مساحت و ۶۶۵ نفر جمعیت دارد و ۸۲۲ متر بالاتر از سطح دریا واقع شده‌است.